# William G. Morgan
William G. Morgan (1870 i Lockport, New York, USA – 1942) er opfinderen af volleyball, som han oprindeligt kaldte mintonette, hvilket efter forslag fra professoren Alfred T. Halstead blev omdøbt til Volley Ball. I 1952 besluttede det amerikanske volleyballforbund, USVBA, at stave navnet i ét ord, volleyball. Mens han studerede på YMCA's Springfield College mødte han James Naismith, der havde opfundet basketballsporten i 1891. Da han kom til Massachusetts i løbet af 1895, skulle han lave et træningsprogram, hvor havde brug for en aktivitet, der var beregnet til voksne mænd. Han overvejede forskellige sportsgrene, såsom basketball og tennis og prøvede blandt andet med en basketball-bold. Han blev inspireret af andre sportsgrene. Bolden er inspireret af basketball-bolden. Fra tennis lånte han idéen med et net mellem de to banehalvdele. Brugen af hænder i stedet for f.eks. en ketsjer eller et bat lånte han fra håndbold. Han kunne dog ikke bruge en basketball-bold, så det endte med, at han fik firmaet A.G. Spalding & Bros til at lave en bold, der kunne bruges til et boldspil, hvor man skulle have en bold over et net, der sad højere end en mands gennemsnitshøjde. Det endte med en bold med en omkreds på 63,5-68,6 cm og en vægt på 252-336 gram.